# HMS Virago (R75)
HMS Virago (R75/F76) là một tàu khu trục lớp V được Hải quân Hoàng gia Anh Quốc chế tạo trong Chương trình Khẩn cấp Chiến tranh để phục vụ trong Chiến tranh Thế giới thứ hai. Virago sống sót qua cuộc chiến tranh, được cải biến thành một tàu frigate nhanh chống tàu ngầm Kiểu 15 vào năm 1953 với ký hiệu lườn mới F76, và tiếp tục phục vụ cho đến khi ngừng hoạt động năm 1963 và bị tháo dỡ năm 1965. Nó là chiếc tàu chiến thứ tư của Hải quân Hoàng gia được đặt cái tên này.

## Thiết kế và chế tạo
Virago được chế tạo tại xưởng tàu của hãng Swan Hunter and Wigham Richardson Ltd. ở Wallsend-on-Tyne và được đặt lườn vào ngày 16 tháng 2 năm 1942. Nó được hạ thủy vào ngày 4 tháng 2 năm 1943 và nhập biên chế cùng Hải quân Hoàng gia vào ngày 5 tháng 11 năm 1943.

## Lịch sử hoạt động

### Thế Chiến II
Ngoài hoạt động hộ tống cho các đoàn tàu vận tải Bắc Cực trong những năm 1943-1944, Virago còn tham gia cùng các tàu khu trục khác trong Trận chiến mũi North vào ngày 26 tháng 12 năm 1943, nơi nó phóng ngư lôi góp phần đánh chìm chiếc thiết giáp hạm Đức Scharnhorst, sau khi đối thủ đã bị hư hại nặng do cuộc đụng độ với thiết giáp hạm Anh HMS Duke of York. Trong cuộc Đổ bộ Normandy vào ngày 6 tháng 6 năm 1944, Virago đã bắn phá các vị trí của quân Đức phía sau Lion-sur-Mer trên bãi Sword, và sau đó bắn pháo hỗ trợ cho cuộc tấn công của lực lượng đổ bộ vào sâu trong đất liền.
Virago được chuyển sang Hạm đội Đông vào đầu năm 1945. Vào ngày 26 tháng 3, nó cùng các tàu khu trục HMS Saumarez, HMS Volage và Vigilant ngăn chặn một đoàn tàu tiếp liệu Nhật Bản về phía đông Khota Andaman thuộc quần đảo Andaman trên Ấn Độ Dương; nó và Vigilant đã đánh chìm chiếc tàu săn tàu ngầm CH-34. Sau đó nó tuần tra khu vực eo biển Malacca và hỗ trợ cho Chiến dịch Dracula ngoài khơi bờ biển Miến Điện vào cuối tháng 4. Nó đã tham gia Trận chiến eo biển Malacca cùng các tàu khu trục Saumarez, HMS Verulam, Venus và Vigilant, vốn đã đưa đến việc đánh chìm chiếc tàu tuần dương Nhật Bản Haguro vào ngày 16 tháng 5 năm 1945. Đây là một trận hải chiến kinh điển và là trận đấu hải pháo cuối cùng trong Thế Chiến II. Sau đó nó tham gia chuẩn bị cho Chiến dịch Zipper nhằm đổ bộ và tái chiếm Malaya vào tháng 7-tháng 8 năm 1945, mà cuối cùng trở thành cuộc cơ động chiếm đóng vào tháng 9 sau khi Nhật Bản đầu hàng. Nó đặt căn cứ tại Hong Kong cùng Hạm đội Thái Bình Dương trước khi quay trở về Chatham, Kent vào tháng 12 năm 1945.

### Sau chiến tranh
Sau chiến tranh, vào năm 1946, Virago và Venus đã tham gia cứu vớt thủy thủ đoàn của chiếc tàu chở dầu Anh Empire Cross, vốn bị hỏa hoạn, nổ tung và đắm tại Haifa, Palestine với tổn thất nhân mạng đến 25 người. Nó sau đó được cải biến thành một tàu frigate nhanh chống tàu ngầm Kiểu 15 vào năm 1953 với ký hiệu lườn mới F76, và đã tham gia cuộc Duyệt binh Hạm đội nhân lễ Đăng quang của Nữ hoàng Elizabeth.
Virago được cho ngừng hoạt động năm 1963 và bị tháo dỡ tại Faslane vào tháng 6 năm 1965.